# Фридман, Анатолий Иосифович
Анато́лий Ио́сифович Фри́дман (род. 17 мая 1945, Минск) — советский архитектор. Член Союза архитекторов СССР и Белоруссии с 1973 года.

## Биография
В 1964 году окончил Минский строительный техникум.
В 1969 году окончил Белорусский политехнический институт (БПИ).
С 1974 по 1979 год учился в аспирантуре при кафедре архитектуры БПИ.
В 1969—1993 годах работал в г. Минске в институте Белгоспроект. Сначала как архитектор, гл. архитектор проектов, руководитель отдела монолитного строительства.
В 1992—1997 годах руководитель персональной творческой мастерской, совладелец строительной компании «СП Тамбаз» г. Минск.
С 1997 года работает в Чикаго (США). Владелец архитектурно-строительной компании «Absolute construction, inc» .

## Основные реализованные проекты
- Здания ГПТУ-70 пр. Мира г. Могилёв (1976 г.).
- Гостиница «Припять» г. Пинск (1980 г.).
- Спортивный и учебные корпуса Белорусского технологического института г. Минск (1973 г.).
- Интерьеры Белгосфилармонии г. Минск (1978 г.).
- Дом профессиональных союзов г. Минск (1980 г., совместно с Г. Бенедиктовым)[1].
- Ресторан в кемпинге «Минский» (1981 г.).
- 12-этажный жилой дом Белорусского технологического института (1987 г.).
- ГПТУ-55 в Минске (1988 г.), профилакторий АН БССР в районе г.п. Раков (1976 г.).
- Детская поликлиника в г. Могилёве (1979 г.).
- 21-этажные жилые дома из монолитного бетона в районе Уручье-2 в г. Минске (1991 г.).
- Жилые дома из монолитного бетона в г. Кировакан Армения (1990 г.).
- Жилые дома в городе Хайленд-Парк, США (Highland Park, Il).

## Публикации
- Фридман А. И., Вигдорчик Р. И. Монолитное домостроение: проблемы внедрения // Строительство и архитектура Белоруссии. — 1985. — № 3.
- Телеш А. М., Фридман А. И. Горизонты городского монолитного домостроения // Строительство и архитектура Белоруссии. — 1988. — № 4.
- Фридман А. И. Вопросы увеличения сроков морального старения массового жилища в условиях Белорусской ССР // Строительство и архитектура. — ЦИНИС Госстрой СССР, 1977. — № 3.
- Фридман А. И. Вопросы расселения родственных семей // Строительство и архитектура. — ЦИНИС Госстрой СССР, 1977. — № 3.
- Фридман А. И. Планировочная структура квартир крупноэлементного жилищного строительства в Белорусской ССР // Строительство и архитектура. — ЦИНИС Госстрой СССР, 1976. — № 8.